# The Man Who Cried
The Man Who Cried (bra Por Que Choram os Homens) é um filme franco-britânico de 2000, escrito e dirigido por Sally Potter. O filme é estrelado por Christina Ricci, Cate Blanchett, Johnny Depp, Harry Dean Stanton e John Turturro.
O filme conta a história de uma jovem judia que, após a separação de seu pai na Rússia Soviética, cresce na Inglaterra. Como uma jovem adulta, ela se muda para Paris (pouco antes do início da II Guerra Mundial). A imagem é o último filme do diretor de fotografia francês Sacha Vierny.

## Sinopse
Fegele (Christina Ricci) era uma menina judia que, quando criança, precisou fugir de seu país que estava sendo tomado. Contra sua vontade, foi transferida para uma nova família, sob o nome de Suzie, e cresceu apaixonada por canto. Muda-se para Paris, onde conhece Lola (Cate Blanchett), que se torna uma grande amiga. Com a ajuda de Dante, um cantor de ópera (John Turturro), Suzie consegue entrar para o mundo do teatro musical. Lá conhece Cesar (Johnny Depp), um homem de poucas palavras, mas que com somente olhares, a fez se apaixonar.

## Elenco
- Christina Ricci como Suzie
- Oleg Yankovsky como Pai
- Claudia Lander-Duke como Jovem Suzie
- Cate Blanchett como Lola
- Miriam Karlin como Madame Goldstein
- Johnny Depp como Cesar
- Harry Dean Stanton como Felix Perlman
- John Turturro como Dante Dominio
- Josh Bradford como adicional

As vozes cantando para os personagens de Dante e Suzie foram fornecidos por Salvatore Licitra e Iva Bittova, respectivamente.

## Exposição
O filme foi apresentado pela primeira vez no Festival de Cinema de Veneza em 2 de setembro de 2000. O filme foi exibido no Festival de Cinema de Londres, o Festival de Mar del Plata, Argentina, o Festival de Cinema de Tokyo e no Festival de Cinema de Reykjavik, Islândia, entre outros.

## Prêmios
Venceu
- National Board of Review: NBR Award; Melhor Atriz Coadjuvante, Cate Blanchett; 2001.
- Chlotrudis Awards, Massachusetts: Audience Award; Melhor Atriz Coadjuvante, Cate Blanchett; 2002.
- Florida Film Critics Circle Awards: FFCC Award; Melhor Atriz Coadjuvante, Cate Blanchett; 2002.

Nomeação
- Festival de Veneza: Leão de Ouro, Sally Potter; 2000.

## Trilha sonora
The Man Who Cried: Original Motion Picture Soundtrack foi lançado em 22 de maio de 2001. Ele apresenta nova música composta por Osvaldo Golijov, e foi produzido por Sally Potter e realizada pela Royal Opera House Orchestra Covent Garden, Salvatore Licitra, e Taraf de Haïdouks.